# Tijucas
Pour les articles homonymes, voir Tijuca.
Tijucas est une ville brésilienne du littoral de l'État de Santa Catarina.

## Généralités
La ville est située sur les rives du rio Tijucas et est traversée par la route nationale BR-101. Ses principales ressources sont l'industrie céramique et l'agriculture.

## Géographie
Tijucas se situe à une latitude de 27° 14′ 27″ sud et à une longitude de 48° 38′ 02″  ouest, à une altitude de 2 mètres.
Sa population était de 30 973 habitants au recensement de 2010. La municipalité s'étend sur 277 km2.
Elle est le principal centre urbain de la microrégion de Tijucas, dans la mésorégion du Grand Florianópolis.

## Enseignement supérieur
Tijucas abrite un campus de l'université de la vallée de l'Itajaí.

## Villes voisines
Tijucas est voisine des municipalités (municípios) suivantes :
- Camboriú
- Porto Belo
- Governador Celso Ramos
- Biguaçu
- São João Batista
- Canelinha

## Références

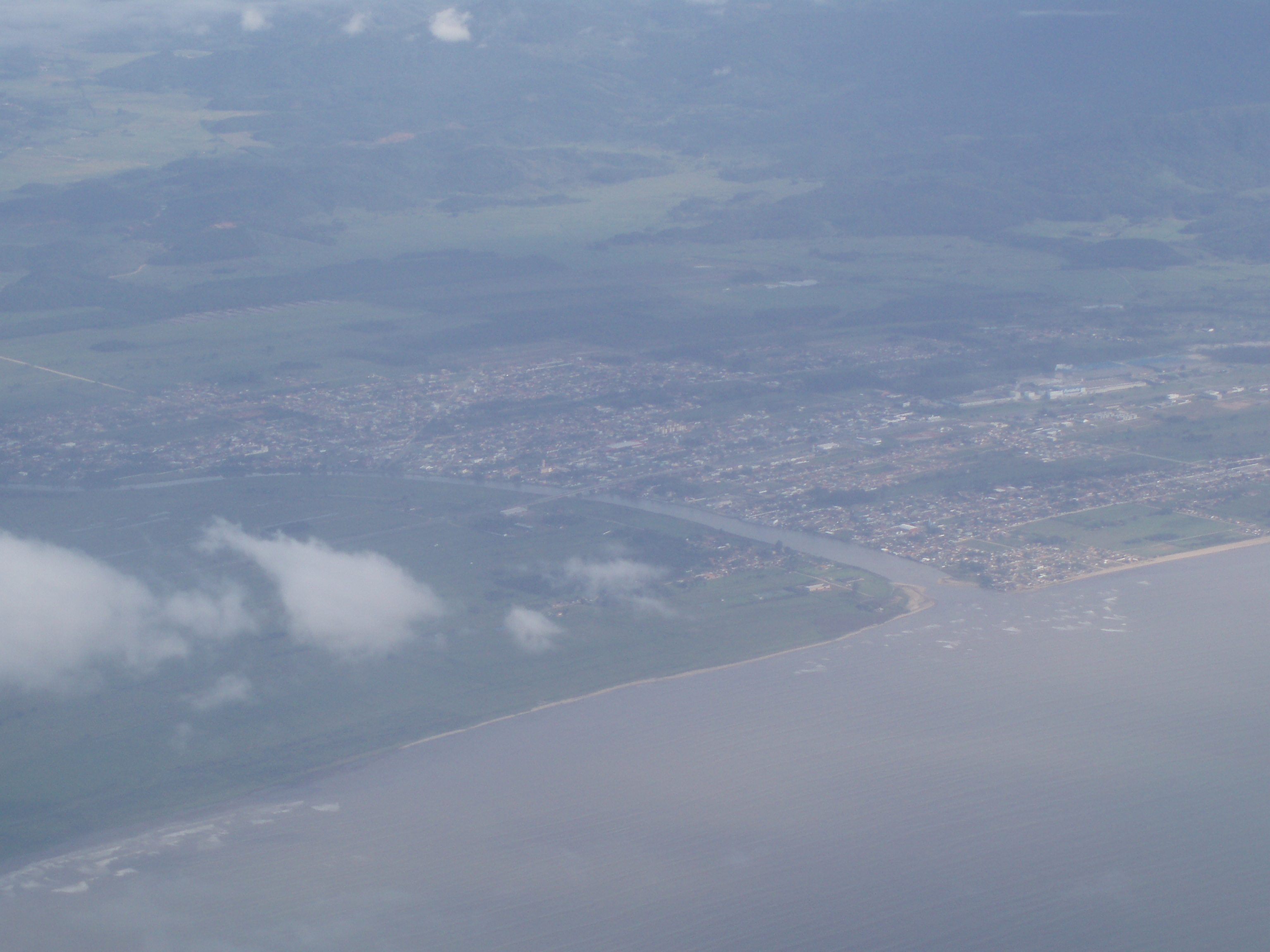
Vue du ciel de l'embouchure du rio Tijucas et du centre ville de la municipalité.